# Liste der Biografien/Hala
Liste der Biografien |
Portal Biografien |
Personensuche
# |
A |
B |
C |
D |
E |
F |
G |
H |
I |
J |
K |
L |
M |
N |
O |
P |
Q |
R |
S |
T |
U |
V |
W |
X |
Y |
Z |
?
 
Ha |
Hd |
He |
Hi |
Hj |
Hk |
Hl |
Hm |
Hn |
Ho |
Hr |
Hs |
Ht |
Hu |
Hv |
Hw |
Hy
 
Haa |
Hab |
Hac |
Had |
Hae–Haf |
Hag |
Hah |
Hai |
Haj |
Hak |
Hal |
Ham |
Han |
Hao |
Hap |
Haq |
Har |
Has |
Hat |
Hau |
Hav |
Haw |
Hax |
Hay |
Haz
 
Hala |
Halb |
Halc |
Hald |
Hale |
Half |
Halg |
Halh |
Hali |
Halj |
Halk |
Hall |
Halm |
Halo |
Halp |
Hals |
Halt |
Halu |
Halv |
Halw |
Haly |
Halz
Die Liste der Biografien führt alle Personen auf, die in der deutschsprachigen Wikipedia einen Artikel haben. Dieses ist eine Teilliste mit 79 Einträgen von Personen, deren Namen mit den Buchstaben „Hala“ beginnt.

## Hala
- Hala, Alfred (1950–2022), österreichischer Fußballspieler
- Hala, Aod (* 1999), thailändisch-kambodschanischer Fußballspieler
- Hála, Josef (1928–2019), tschechischer Pianist, Cembalist und Musikpädagoge
- Hála, Kamil (1931–2014), tschechoslowakischer bzw. tschechischer Jazzmusiker und Bigband-Leader
- Hala, Mona (* 1985), ägyptisch-österreichische Schauspielerin
- Hála, Vlastimil (1924–1985), tschechoslowakischer Jazz- und Unterhaltungsmusiker (Trompete, Komposition) und Kulturmanager

### Halab
- Halaba, Paweł (* 1995), polnischer Volleyballspieler
- Halabala, Jindřich (1903–1978), tschechischer Möbeldesigner
- Halabi Kablan, Karawan (* 1995), israelische Langstreckenläuferin
- Halabi, Abbas, libanesischer Politiker
- Halabi, Mohammed Ali al- (1937–2016), syrischer Diplomat und Politiker
- Halabjan, Karo (1897–1959), armenischer Architekt und Hochschullehrer
- Halabji, Ali Abdulaziz (1929–2007), kurdischer Islamwissenschaftler
- Halaby, Samia (* 1936), palästinensische Malerin und Hochschullehrerin

### Halac
- Halac, Ricardo (* 1935), argentinischer Schriftsteller und Dramatiker
- Halaçoğlu, Yusuf (* 1949), türkischer Historiker und ehemaliger Leiter der Türk Tarih Kurumu
- Halacz, Erich von (* 1929), deutscher Sprengstoff-Attentäter
- Halaczinsky, Rudolf (1920–1999), deutscher Komponist und Maler

### Halad
- Haladej, Emil (* 1997), slowakischer Fußballspieler
- Haladjian, David (* 1962), armenischer, in der Schweiz lebender Komponist und Dirigent

### Halaf
- Halafallahi, nabatäischer Steinmetz

### Halag
- Halagian, Florin (1939–2019), rumänischer Fußballspieler und -trainer

### Halaj
- Halajczyk, Adam (* 2006), deutscher Filmschauspieler und Kinderdarsteller

### Halak
- Halák, Jaroslav (* 1985), slowakischer EishockeytorwartJaroslav Halák (* 1985)

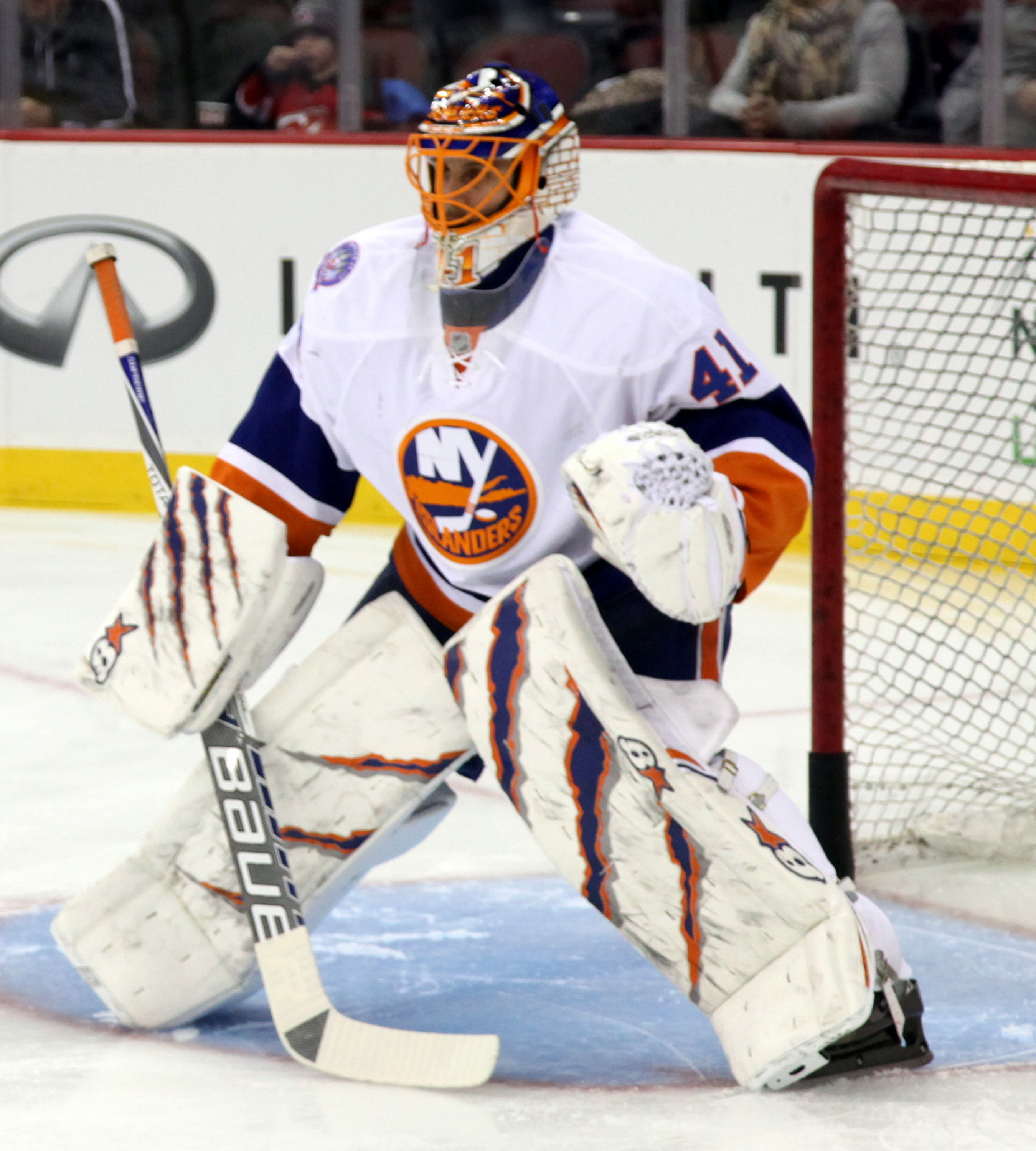
Jaroslav Halák (* 1985)

### Halam
- Halama, Günter (* 1941), deutscher Jurist, Richter am Bundesverwaltungsgericht a. D.
- Halama, Hardy (* 1963), deutscher Schauspieler und Regisseur
- Halama, Jan Hax (* 1975), deutscher Bühnen- und Kostümbildner, Ausstatter
- Halama, Loda (1911–1996), polnische Tänzerin und Schauspielerin
- Halama, Rolf (* 1935), deutscher Brigadegeneral des Heeres der Bundeswehr
- Halama, Václav (1940–2017), tschechischer Fußballspieler und -trainer
- Haľamová, Maša (1908–1995), slowakische Schriftstellerin, Kinderbuchautorin und Übersetzerin

### Halan
- Halan, Jaroslaw (1902–1949), ukrainischer kommunistischer Schriftsteller, Dramatiker, Journalist und Publizist
- Håland, Lars (* 1962), schwedischer Skilangläufer
- Halanda, Tomáš (* 1992), slowakischer Volleyballspieler
- Halangk, Christian Martin (* 1977), deutscher Comedian, Kabarettist und Musiker
- Halangk, Elena (* 1977), deutsche Schauspielerin und Model
- Halangk, Lucas (* 2003), deutscher Fußballspieler

### Halap
- Halapi, Lars (* 1967), schwedischer Gitarrist und Musikproduzent
- Halapua, Winston (* 1945), anglikanischer Bischof

### Halar
- Halard-Decugis, Julie (* 1970), französische Tennisspielerin

### Halas
- Halas, František (1901–1949), tschechischer Dichter
- Halas, František X. (1937–2023), tschechischer Kirchenhistoriker, Hochschullehrer und Diplomat
- Halas, George (1895–1983), US-amerikanischer American-Football-Spieler und -Trainer und Besitzer eines NFL-TeamsGeorge Halas (1895–1983)

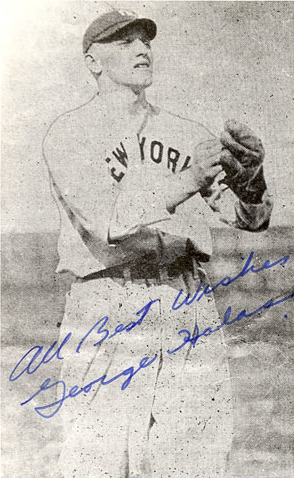
George Halas (1895–1983)

- Halas, John (1912–1995), britischer Trickfilmzeichner
- Halas, Naomi J. (* 1957), US-amerikanische Physikerin und Nano-Ingenieurin
- Halas, Paul (* 1949), englischer Comicautor
- Hałas, Salcia, polnische Schriftstellerin
- Halasa, Ghalib (1932–1989), jordanischer Schriftsteller
- Halasima, Taina (* 1997), tongaische Sprinter
- Halaška, Jiří (* 1956), tschechischer Offizier
- Halaski, Karl (1908–1996), deutscher evangelisch-reformierter Theologe
- Halaski, Simon (* 2003), deutscher Synchronsprecher
- Halassy, Beata (* 1971), kroatische Virologin und Immunologin
- Halassy, Olivér (1909–1946), ungarischer Schwimmer und Wasserballspieler
- Halasy, Gyula (1891–1970), ungarischer Bankjurist und Sportschütze
- Halász, Béla (1927–2019), ungarischer Anatom und Endokrinologe
- Halász, Bence (* 1997), ungarischer Leichtathlet
- Halász, Dávid (* 1986), slowakischer Eishockeyspieler
- Halász, Gábor (* 1941), ungarischer Mathematiker
- Halász, István (1922–1988), ungarischer Chemiker
- Halász, László (* 1959), ungarischer Radrennfahrer
- Halász, Máté (* 1984), ungarischer Handballspieler
- Halász, Michael (* 1938), deutsch-ungarischer Dirigent
- Halász, Péter (1943–2006), ungarischer Regisseur und Schauspieler
- Halász, Péter (* 1976), ungarischer Dirigent
- Halász, Robert von (1905–2004), deutscher Bauingenieur
- Halász, Tomáš (* 1990), slowakischer Eishockeytorwart
- Halász, Zoltán (1960–2022), ungarischer Radrennfahrer

### Halat
- Halat, Kemal (* 1971), türkischer Fußballspieler und -trainer
- Hałat, Marcin (* 1981), polnischer Geiger und Komponist
- Halata, Damian (* 1962), deutscher Fußballspieler und -trainerDamian Halata (* 1962)

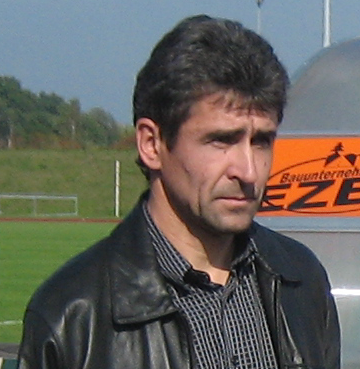
Damian Halata (* 1962)

- Halátek, Pavel (* 2004), tschechischer Dreispringer
- Halatsch, Marc-Eric (* 1967), deutscher Neurochirurg
- Halatschek, Erich (1925–2014), österreichischer Bauunternehmer

### Halau
- Halaunbrenner, Karl (1881–1938), österreichischer Heimatforscher
- Halauska, Ludwig (1827–1882), österreichischer Maler

### Halaw
- Halawa, Hussein (* 1956), islamischer Theologe ägyptischer Herkunft und eine Persönlichkeit des Islam in Europa
- Halawazjuk, Ihnat (* 1997), belarussischer Eisschnellläufer
- Halawi, Abou Hassan Aref (1900–2003), libanesischer Drusenführer